# Yoshinobu Ashihara
Yoshinobu Ashihara (芦原 義信, Ashihara Yoshinobu, 7 juillet 1918-24 septembre 2003) est un architecte japonais

## Réalisations (sélection)
| Project                                              | Année | Lieu           | Commentaire                      | Photo |   |
| ---------------------------------------------------- | ----- | -------------- | -------------------------------- | ----- | - |
| Gymnase de Komazawa.                                 | 1964  | Setagaya       |                                  |       |   |
| Atelier, Université d'art de Musashino.              | 1964  | Kodaira        |                                  |       |   |
| Sony Building,.                                      | 1966  | Ginza, Chūō-ku | Démolition à partir d'avril 2017 |       |   |
| Pavillon japonais à l'Exposition universelle de 1967 | 1967  | Montréal       | Maintenant détruit               |       |   |
| Fuji Film Building.                                  | 1969  | Minato-ku      |                                  |       |   |
| Musée national d'histoire japonaise.                 | 1980  | Sakura         |                                  |       |   |
| Headquarters, Daiichi Kangyō Bank.                   | 1981  | Chiyoda        |                                  |       |   |
| Gotenshita Memorial Arena, Université de Tokyo.      | 1989  | Hongō, Bunkyō  |                                  |       |   |
| Tokyo Metropolitan Art Space,.                       | 1990  | Toshima        |                                  |       |   |
| Okayama Symphony Hall.                               | 1991  | Okayama        |                                  |       |   |
| Centre du cinéma, Musée d'art moderne de Tokyo.      | 1994  | Chiyoda        |                                  |       |   |
| Ishikawa Ongakudō.                                   | 2001  | Kanazawa       |                                  |       | - |

## Source de la traduction
- (en) Cet article est partiellement ou en totalité issu de l’article de Wikipédia en anglais intitulé « Yoshinobu Ashihara » (voir la liste des auteurs).